# Gary Delaney
Gary Justin Delaney (Solihull, Inglaterra; 16 de abril de 1973) es un guionista y comediante inglés.

## Trayectoria
En 2003, Delaney realizó una gira por el Reino Unido apoyando a Jerry Sadowitz, actuando en lugares como la Universidad de Mánchester y Shepherd's Bush Empire, Londres. Su primer espectáculo Fringe del Festival de Edimburgo, Purist, tuvo críticas generalmente positivas, incluyendo cuatro estrellas del sitio web de comedia Chortle, y el periódico The Independent. Delaney tuvo dos de sus gags incluidos entre los diez mejores del tercer premio anual Dave a la broma más divertida del Fringe, el único comediante en hacerlo. Después de un mayor perfil debido a las apariciones en Mock the Week y Dave's One Night Stand, Delaney hizo una gira con Purist en 2013.
En julio de 2012, Delaney apareció en Mock the Week. Algunos vecinos de Jersey se sintieron ofendidos cuando bromeó diciendo que la gente de Jersey estaba "tratando de sacudirse la etiqueta de evasión de impuestos y volver a su reputación tradicional como simpatizantes de los nazis". La BBC, sin embargo, reiteró que Mock the Week contiene humor irreverente y que el comentario fue "obviamente irónico". Delaney pasó a hacer un total de 18 apariciones en el programa.
Colabora en el podcast temático No Pressure to be Funny, en mayo de 2013, se describió a sí mismo como un "libertario de derecha".

## Biografía
Comenzó una relación con la comediante Sarah Millican en el 2006. La pareja se mudó a vivir juntos en 2013 y se casaron en diciembre de 2013. Delaney nació en Solihull. Antes de su carrera en la comedia, estudió economía en la London School of Economics. Él escribió para la estación de radio Kerrang FM con sede en Birmingham  105.2 y también apareció en la película de comedia de terror Trash House.

## Polémica
Supuestamente, gran parte de su material fue plagiado en el sitio web de humor Sickipedia. Cuando Delaney se quejó, el sitio eliminó el material y lo reemplazó con un aviso que decía "broma eliminada debido a una queja de derechos de autor de Gary Delaney" y un enlace a su sitio web. Recibió abusos y amenazas de muerte por parte de los usuarios del sitio. Sin embargo, sus acciones llevaron al sitio web a comenzar a atribuir la autoría de los chistes que aparecían en su sitio.